# El Buscón
 (juillet 2023).
Si vous disposez d'ouvrages ou d'articles de référence ou si vous connaissez des sites web de qualité traitant du thème abordé ici, merci de compléter l'article en donnant les références utiles à sa vérifiabilité et en les liant à la section « Notes et références ».
Historia de la vida del Buscón, llamado Don Pablos, ejemplo de vagamundos y espejo de tacaños, traduit en français sous le titre de El Buscón, la Vie de l'Aventurier Don Pablos de Ségovie, souvent désigné simplement comme El Buscón, est un roman picaresque de Francisco de Quevedo.
Il s'agit de l'unique roman de Quevedo ; il se situe dans la continuité de la picaresque désabusée lancée par le Lazarillo de Tormes.
L'œuvre est divisée en trois livres, respectivement composés de sept, six et dix chapitres.

## Résumé

### Livre Premier
Pablos est d'abord présenté enfant. Son père, Clemente Pablo, est barbier et voleur. Sa mère, Aldonza, est une prostituée et une sorcière. Il est sous-entendu qu'elle est morisque (« On lui a chuchoté en ville qu'elle n'était pas une vieille chrétienne [c'est-à-dire une" nouvelle chrétienne ", une récente convertie au christianisme]. ») Le frère de Pablos, également voleur, a été fouetté à mort en prison. Pablos souhaite aller à l'école et ses parents acceptent de le laisser partir. À l'école, il se lie d'amitié avec un garçon nommé Don Diego Coronel, mais Pablos y subit plusieurs revers. Pablos décide de ne retourner ni à l'école ni à la maison et reste l'ami et le compagnon de Don Diego, qui décide également de quitter l'école.
Le père de Diego, Don Alonso, décide de confier les deux garçons à un homme du nom de Dómine Cabra, à Ségovie. Les deux garçons souffrent de la faim aux mains de Cabra. Lorsqu'un autre garçon meurt de faim, Alonso retire les deux garçons de l'école et les envoie à Alcalá pour étudier. En chemin, ils s'arrêtent dans une auberge, où Pablos est moqué par un groupe d'étudiants. À Alcalá, Pablos n'étant pas un gentilhomme, il est séparé de Don Diego, est bizuté et battu par des étudiants de l'université. Pendant la nuit, il est de nouveau battu par quatre étudiants qui partagent une chambre avec lui. Pablos agit alors, tuant des porcs qui ne lui appartenaient pas, et organise une fête, trompant sa logeuse pour qu'elle lui donne deux poulets. Il vole également des bonbons à un marchand local et des épées au recteur et à un juge de paix. Ses amis se moquent de ses singeries.
Pablos reçoit alors une lettre indiquant que son père a été pendu et sa mère emprisonnée. De son côté, Don Diego reçoit une lettre de son père indiquant qu'il ne souhaite pas que son fils et Pablos soient amis. Les amis se séparent et Pablos décide de rencontrer un parent et de recevoir un héritage qui lui est dû à la suite du décès de son père.

### Deuxième Livre

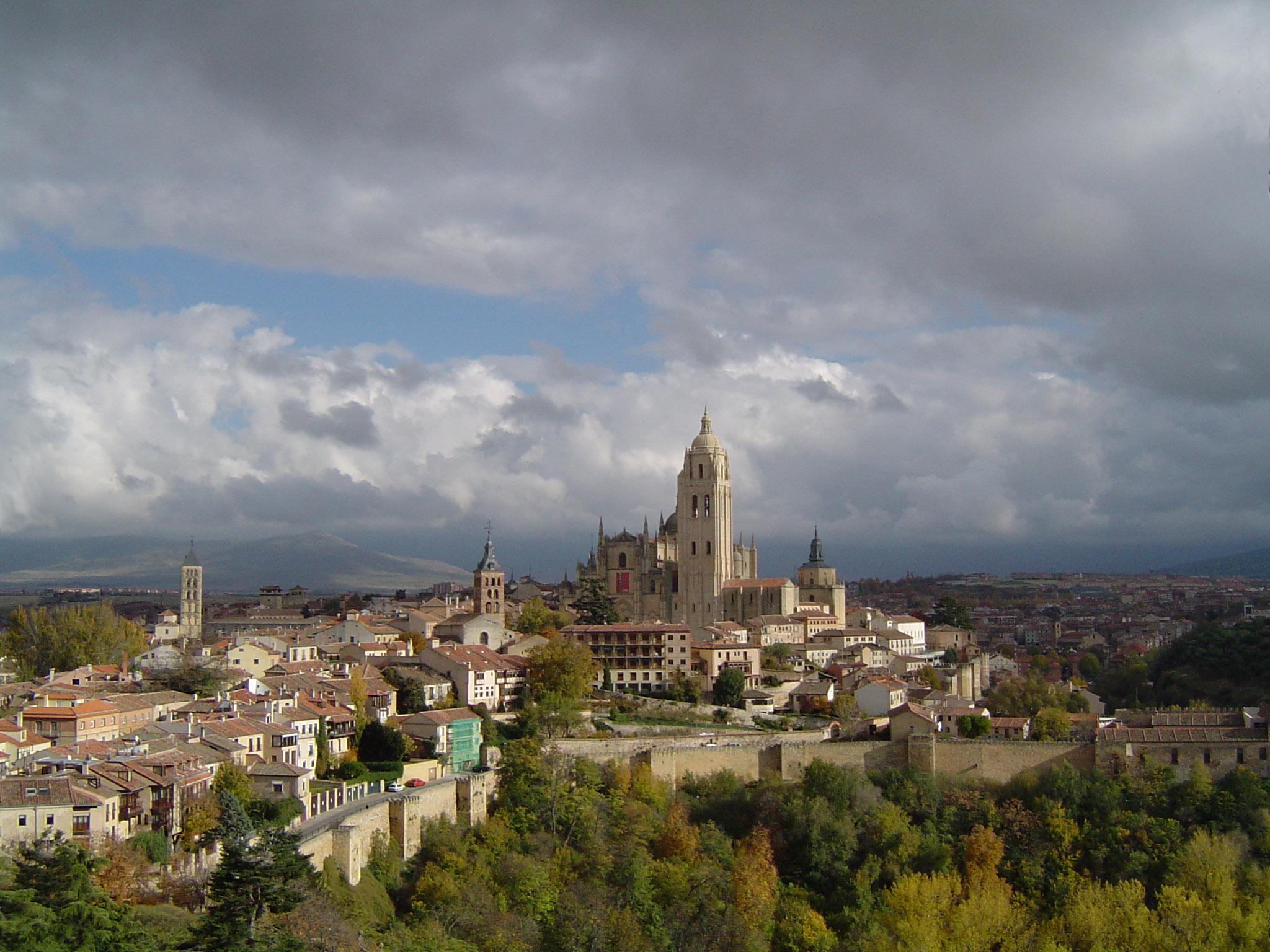
Ségovie vue depuis le haut de l'Alcázar.

En route pour Ségovie pour réclamer son héritage, Pablos rencontre un ingénieur un peu fou. Ils conversent sur divers sujets, y compris le récent décret du roi Philippe III expulsant les Morisques de Valence. De nombreux villages ont été totalement abandonnés en conséquence, et les aristocrates locaux se plaignent du fait que les nouveaux ouvriers étaient moins nombreux et n'étaient pas aussi familiers avec les techniques agricoles locales. Ils restent dans une auberge et Pablos y rencontre un professeur qui tente de lui donner une leçon. Pablos et l'ingénieur se séparent.
Le lendemain, Pablos rencontre un vieux clerc, également fou, et ils dînent dans une auberge. Ils se séparent également. Pablos continue son voyage, rencontrant un soldat aux blessures terribles, ainsi qu'un ermite. Ils atteignent Cercedilla. Ils jouent aux cartes et l'ermite trompe Pablos et les soldats, obtenant ainsi tous les gains.
Pablos se sépare des trois et rencontre son oncle, Alonso Ramplón, à Ségovie. Il y a un excellent dîner chez son oncle, et tout le monde se saoule, sauf Pablos. Pendant que tout le monde dort, Pablos se promène. À son retour, il expulse tous les fêtards sauf son oncle, avec qui il discute de son héritage. Pablos prend congé de son oncle, se dirige vers Madrid et rencontre un homme qui prétend être un gentilhomme qui a visité la cour royale. Le prétendu hidalgo donne à Pablos des leçons sur la manière de se comporter au tribunal, de mentir, de tirer parti de certaines situations.

### Troisième Livre
Pablos et le présumé gentilhomme arrivent à la maison de Don Toribio Rodríguez Vallejo Gómez de Ampuerto y Jordán, qui prétend également être un gentilhomme. Dans cette maison, Pablos rencontre divers tricheurs et menteurs, une confrérie de voleurs et de voyous. Pablos, souhaitant toujours devenir gentilhomme, est vêtu de haillons et de vêtements rapiécés. Il est par la suite arrêté et jeté en prison, avec ses nouveaux amis. Pablos se lie d'amitié avec le geôlier, qui décide de ne pas le fouetter. Le geôlier libère finalement Pablos et dîne avec lui; Pablos prétend qu’il est un parent de la femme du geôlier. Ses amis, cependant, sont fouettés et exilés à Séville.
Pablos change son nom en « Ramiro de Guzmán » et va dans une auberge. Pablos décide de faire semblant d'être riche pour conquérir la fille de l'aubergiste Berenguela de Rebolledo. Berenguela séduite par ses mensonges dit à Pablos de lui rendre visite la nuit en grimpant sur le toit et en entrant dans sa chambre de cette manière. Malheureusement, le toit s'effondre. Les aubergistes se réveillent et, furieux, le battent et le font jeter en prison.

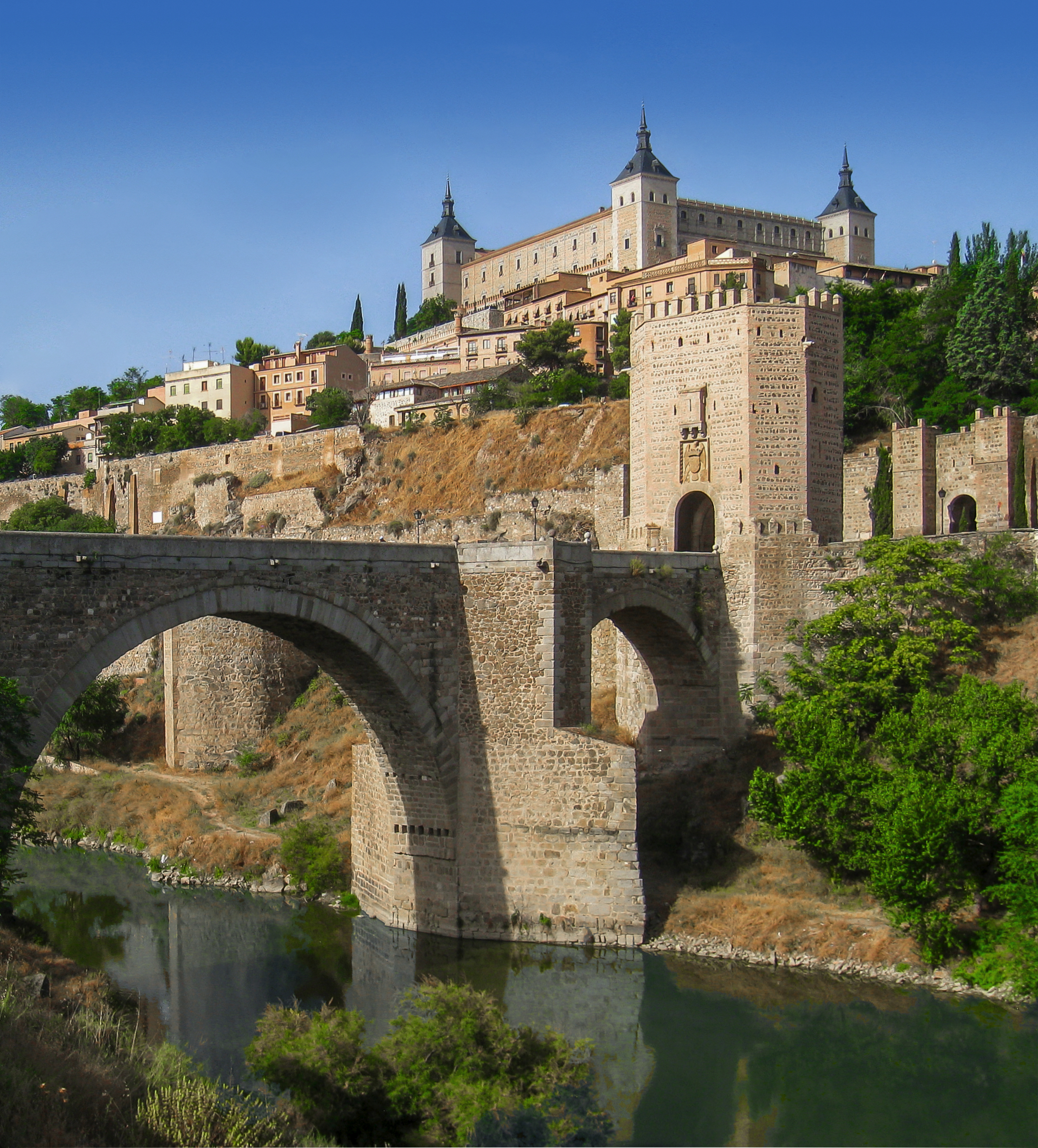
L'Alcázar de Tolède et le pont d'Alcántara sur le Tage.

En prison, ils le fouettent jusqu'à ce qu'il soit libéré par deux hommes, l'un venant du Portugal, l'autre de Catalogne, qui avaient des vues également sur Berenguela. Les deux hommes essaient d'arranger un mariage entre Berenguela et Pablos, mais Pablos rencontre des femmes riches et âgées. Se renommant à nouveau « Don Felipe Tristán », Pablos arrive à la villa où résident les deux femmes. Une de ces vieilles femmes, cependant, a trois nièces, toutes célibataires, et veut que Pablos en épouse une. Il craque pour Doña Ana, la plus belle des trois. Alors qu'ils pique-niquent, un monsieur s'approche, qui n'est autre que Don Diego. Il repère Pablos sans se faire remarquer. Pablos joue aux cartes avec toutes les dames et gagne beaucoup d'argent. Le lendemain, Don Diego le confronte et fait battre son vieil ami. Il est arrêté par un juge de paix et conduit dans une auberge.
Pablos y reste, jusqu'à ce qu'il reprenne la route avec une nouvelle carrière: celle de mendiant. Il rencontre un autre mendiant, Valcázar, qui lui enseigne ce nouveau métier. Pablos gagne de l'argent et achète de nouveaux vêtements, une épée et un chapeau, et part pour Tolède, où personne ne le reconnaîtra. Pablos rencontre et rejoint un groupe d'acteurs comiques, et Pablos travaille comme scénariste pour eux. Il prend un autre nouveau nom, « Alonso el Cruel ». Il écrit également de la poésie. Le chef de cette bande d'acteurs est cependant appréhendé par la police. Le groupe est dispersé et Pablos abandonne ce métier et tombe amoureux d'une religieuse. Il va fréquemment à la messe pour la voir; la religieuse l'ignore. Il se rend à Séville, où il rejoint un groupe de voleurs. Les voleurs vont boire et manger ensemble, et s'enivrent. Lorsqu'ils rentrent chez eux, ils sont arrêtés par la police, qui tue l'un des voleurs.
Les autres se dispersent et ne sont pas pris, mais Pablos et les autres voleurs décident de tenter leur chance aux Indes, pour voir si leur chance va changer. Pablos nous dit, à la fin du roman, que les choses dans les Amériques ont été encore pires pour lui là-bas.

## Datation
Écrite entre 1603 et 1608, il s'agit d'une des premières œuvres de Francisco de Quevedo. Fernando Lázaro Carreter estime que la première version fut rédigée en 1603-1604, tandis que Francisco Rico indique 1605 ; tous deux jugent donc que El Buscón fut écrit par un Quevedo jeune, alors qu'il était encore étudiant, et qu'il constitue donc une démonstration du génie précoce de ce dernier. Face à ces opinions très diffusées, Américo Castro considère au contraire que sa rédaction se situe autour de 1620, et qu'il s'agit par là-même d'une œuvre de maturité de son auteur.
Il fut tout d'abord diffusé par le biais de copies manuscrites. Deux versions ont vraisemblablement circulé : l'une primitive et une autre révisée, que Lázaro Carreter situe entre 1609 et 1614. La version la plus ancienne est attestée dans le manuscrit 303 bis (olim Artigas 101) conservé à la bibliothèque de Menéndez Pelayo à Santander. Le dit Manuscrito Bueno, nommé ainsi car il avait appartenu au bibliothécaire Juan José Bueno, est conservé à la bibliothèque de la fondation Lázaro Galdiano de Madrid.
La première édition du Buscón ne fut publiée qu'en 1626, à Saragosse et sans l'autorisation de l'auteur, bien que l'œuvre lui soit attribuée sans aucune ambigüité dans le sous-titre (« Por don Francisco de Quevedo Villegas, Cavallero de la orden de Santiago y Señor de Iuan Abad »). Elle se distingue des manuscrits par diverses corrections et la suppression de certains passages par la censure. Elle rencontra immédiatement un grand succès et fut rapidement traduite en d'autres langues. Entre 1626 et 1648 elle fut éditée à Barcelone, Valence, Saragosse, Rouen, Pampelune, Lisbonne et Madrid. Quevedo persista cependant à l'ignorer et ne l'inclut pas dans la liste de ses œuvres qu'il rédigea en 1640, probablement en raison de problèmes avec l'Inquisition.

## Significations
Les critiques retiennent avant tout le caractère humoristique du roman. À la différence d'autres récits picaresques antérieurs, Quevedo ne met pas en avant le fait que certains actes soient éthiquement condamnables et finissent toujours par récolter une punition, mais cherche plutôt, en premier lieu, à en faire rire. De nombreux méfaits du protagoniste Don Pablos restent d'ailleurs impunis. Il n'y a de digression moralisatrice qu'à la toute fin du roman : « qui ne fait que changer de lieu et pas de vie et de coutumes n'améliore jamais sa condition » (« nunca mejora su estado quien muda solamente de lugar y no de vida y costumbres »).
Cependant, une idée importante parcourt l'œuvre : celle de l'impossibilité d'ascension sociale. Pablos cherche à devenir un autre et l'affirme à différentes reprises ; il souhaite effacer ses origines sociales et familiales, ainsi qu'il le manifeste dans la lettre qu'il écrit à son oncle, le bourreau.
Il échoue dans toutes ses entreprises en ce sens. Lorsque le protagoniste ou l'un de ses pairs cherchent à se faire passer pour noble ou personne aisée, ils sont immédiatement punis. Domingo Ynduráin affirme que l'usurpation d'ordre social est le principal thème du roman : « L'ensemble de la trame repose sur le fait qu'aucun roturier ne peut devenir un noble... L'intention et le sens sont burlesques ; la signification, non. »
Depuis sa propre condition nobiliaire, l'auteur traite  des vains efforts des classes sociales modestes pour améliorer leur condition. L'auteur ne s'identifie jamais avec le protagoniste et rejette ses velléités d'ascension. Il a, en définitive, une perspective « brutalement classiste ».

## Style
Dans cette œuvre, la satire est exagérée jusqu'à devenir une caricature sanglante.
Les lieux et personnages ne sont pas décrits d'une façon réaliste mais extrêmement grotesque, un trait caractéristique du baroque. Tout est poussé à l'extrême : la saleté devient tout ce qu'il y a de plus répugnant, l'ironie devient un sarcasme brutal, le Dómine Cabra, l'un des personnages, n'est pas seulement pauvre et misérable, il est « archipauvre et protomiséreux » (« archipobre y protomiseria »).
Les personnages sont traités avec froideur, sans compassion ni sympathie. L'auteur les décrit avec la plus grande noirceur, en exagérant leurs difformités physiques et morale, à tel point qu'elles deviennent de pures caricatures.
Quevedo fait preuve d'une haute maîtrise de la langue, non seulement par son vocabulaire riche, mais aussi par son habileté à jouer avec et à créer de nombreux doubles sens alambiqués. Il utilise un style conceptiste soutenu, en contraste frappant avec le protagoniste, censé narrer ses mésaventures à la première personne. Les traits d'humour macabres, les grossièretés et les jeux de mots sont abondants.

## Adaptations et postérité
Une version cinématographique du roman est sortie en 1979. Elle a été réalisée par Luciano Berriatúa et Francisco Algora joue le rôle de Pablos. Le film met également en vedette Ana Belén et Francisco Rabal.
En 2019, un scénariste français, Alain Ayroles, et un dessinateur espagnol, Juanjo Guarnido ont conçu une suite au récit inachevé de Francisco de Quevedo, sous la forme d'un album de bande dessinée intitulé Les Indes fourbes, et publié en France par les éditions Delcourt. Dans cette bande-dessinée d'aventure, Don Pablos voyage au nouveau monde, voyageant de péril en péril en quête de richesse.